# Ambrózy Mátyás
Ambrózy Mátyás (Szielnic, 1797. augusztus 9. – Antalfalva, 1869. március 12.) evangélikus lelkész.

## Élete
Besztercebányán, Selmecen és Sopronban tanult. Lelkészkedett Újvidéken, Bajsán, Nagybecskereken és 1837-től Antalfalván a német-bánáti határ-ezredben, hol 31 évig hivataloskodott. Buzgalmáért arany-érdemkeresztet nyert.
Cikkei: Orol Tatranski (1846), Evanjelik (1862).

## Művei
- Pietatis gratique animi monumentum… Joanni Kis… superattendenti… Sopronii, 1817.
- Epicedium in praematurum obitum… Pauli Magda, funeris exsequias cum studiosa juventute comitante. uo. 1818.
- A keresztény vallás veleje az ev. confirmandusok tanitására. Pest, 1844. (Szlovákul is megjelent uo. 1844, 2. kiad. uo. 1861)